# Harry Anders
Harry Anders, né le 28 novembre 1926 à St Helens et mort en octobre 1994 à Blackpool, est un footballeur anglais .

## Carrière
- 1947-1953 : Preston North End  Angleterre
- 1953-1956 : Manchester City  Angleterre
- 1956-1957 : Port Vale FC  Angleterre
- 1957-1960 : Accrington Stanley  Angleterre
- 1960-1961 : Workington AFC  Angleterre
- 1961-? : Runcorn FC Halton  Angleterre